# Collegio elettorale di Carmagnola (Regno di Sardegna)
Il collegio elettorale di Carmagnola è stato un collegio elettorale uninominale del Regno di Sardegna. Era composto dai mandamenti di Carmagnola e Poirino

## Dati elettorali
Nel collegio si svolsero votazioni per tutte le sette legislature del Regno di Sardegna. Dopo la proclamazione del Regno d'Italia nel territorio fu organizzato l'omonimo collegio.

### I legislatura
Le votazioni si svolsero in 222 collegi uninominali a doppio turno. Come previsto dal decreto n. 680 del 17 marzo 1848, era eletto al primo turno il candidato che «riunisce in suo favore più del terzo dei voti del total numero dei membri componenti il collegio e più della metà dei suffragi dati dai votanti presenti all'adunanza» (art. 92). Se nessun candidato era eletto, al ballottaggio tra i due candidati con più voti era eletto chi otteneva il maggior numero di voti (art. 93) o, in caso di ugual numero di voti, il maggiore d'età (art. 94).
| Partito                            | Partito                            | Candidato                          | Primo turno 27 aprile 1848 | Primo turno 27 aprile 1848 | Ballottaggio 28 aprile 1848 | Ballottaggio 28 aprile 1848 |
| Partito                            | Partito                            | Candidato                          | Voti                       | %                          | Voti                        | %                           |
| ---------------------------------- | ---------------------------------- | ---------------------------------- | -------------------------- | -------------------------- | --------------------------- | --------------------------- |
|                                    | —                                  | Gaspare Benso                      | 177                        | 50,28                      | 223                         | 55,06                       |
|                                    | —                                  | Giovanni Sola                      | 175                        | 49,72                      | 182                         | 44,94                       |
|                                    |                                    |                                    |                            |                            |                             |                             |
| Iscritti                           | Iscritti                           | Iscritti                           | 542                        | 100,00                     | 542                         | 100,00                      |
| ↳ Votanti (% su iscritti)          | ↳ Votanti (% su iscritti)          | ↳ Votanti (% su iscritti)          | 426                        | 78,60                      | 406                         | 74,91                       |
| ↳ Voti validi (% su votanti)       | ↳ Voti validi (% su votanti)       | ↳ Voti validi (% su votanti)       | 352                        | 82,63                      | 405                         | 99,75                       |
| ↳ Schede non valide (% su votanti) | ↳ Schede non valide (% su votanti) | ↳ Schede non valide (% su votanti) | 74                         | 17,37                      | 1                           | 0,25                        |
| ↳ Astenuti (% su iscritti)         | ↳ Astenuti (% su iscritti)         | ↳ Astenuti (% su iscritti)         | 116                        | 21,40                      | 136                         | 25,09                       |

### II legislatura
Le votazioni si svolsero in 222 collegi uninominali a doppio turno con la stessa normativa precedente (al primo turno un numero di voti maggiore di un terzo degli iscritti).
| Partito                            | Partito                            | Candidato                          | Primo turno 22 gennaio 1849 | Primo turno 22 gennaio 1849 | Ballottaggio 23 gennaio 1849 | Ballottaggio 23 gennaio 1849 |
| Partito                            | Partito                            | Candidato                          | Voti                        | %                           | Voti                         | %                            |
| ---------------------------------- | ---------------------------------- | ---------------------------------- | --------------------------- | --------------------------- | ---------------------------- | ---------------------------- |
|                                    | —                                  | Giovanni Maria Bertini             | 115                         | 63,19                       | 147                          | 55,68                        |
|                                    | —                                  | Giovanni Sola                      | 67                          | 36,81                       | 117                          | 44,32                        |
|                                    |                                    |                                    |                             |                             |                              |                              |
| Iscritti                           | Iscritti                           | Iscritti                           | 534                         | 100,00                      | 534                          | 100,00                       |
| ↳ Votanti (% su iscritti)          | ↳ Votanti (% su iscritti)          | ↳ Votanti (% su iscritti)          | 251                         | 47,00                       | 265                          | 49,63                        |
| ↳ Voti validi (% su votanti)       | ↳ Voti validi (% su votanti)       | ↳ Voti validi (% su votanti)       | 182                         | 72,51                       | 264                          | 99,62                        |
| ↳ Schede non valide (% su votanti) | ↳ Schede non valide (% su votanti) | ↳ Schede non valide (% su votanti) | 69                          | 27,49                       | 1                            | 0,38                         |
| ↳ Astenuti (% su iscritti)         | ↳ Astenuti (% su iscritti)         | ↳ Astenuti (% su iscritti)         | 283                         | 53,00                       | 269                          | 50,37                        |

### III legislatura
Le votazioni si svolsero in 204 collegi uninominali a doppio turno con la normativa del 1848 (al primo turno un numero di voti maggiore di un terzo degli iscritti).
| Partito                            | Partito                            | Candidato                          | Primo turno 15 luglio 1849 | Primo turno 15 luglio 1849 | Ballottaggio 22 luglio 1849 | Ballottaggio 22 luglio 1849 |
| Partito                            | Partito                            | Candidato                          | Voti                       | %                          | Voti                        | %                           |
| ---------------------------------- | ---------------------------------- | ---------------------------------- | -------------------------- | -------------------------- | --------------------------- | --------------------------- |
|                                    | —                                  | Giovanni Sola                      | 137                        | 54,58                      | 193                         | 51,47                       |
|                                    | —                                  | Giovanni Maria Bertini             | 114                        | 45,42                      | 182                         | 48,53                       |
|                                    |                                    |                                    |                            |                            |                             |                             |
| Iscritti                           | Iscritti                           | Iscritti                           | 619                        | 100,00                     | 619                         | 100,00                      |
| ↳ Votanti (% su iscritti)          | ↳ Votanti (% su iscritti)          | ↳ Votanti (% su iscritti)          | 324                        | 52,34                      | 375                         | 60,58                       |
| ↳ Voti validi (% su votanti)       | ↳ Voti validi (% su votanti)       | ↳ Voti validi (% su votanti)       | 251                        | 77,47                      | 375                         | 100,00                      |
| ↳ Schede non valide (% su votanti) | ↳ Schede non valide (% su votanti) | ↳ Schede non valide (% su votanti) | 73                         | 22,53                      | 0                           | 0,00                        |
| ↳ Astenuti (% su iscritti)         | ↳ Astenuti (% su iscritti)         | ↳ Astenuti (% su iscritti)         | 295                        | 47,66                      | 244                         | 39,42                       |

### IV legislatura
Le votazioni si svolsero in 204 collegi uninominali a doppio turno con la normativa del 1848 (al primo turno un numero di voti maggiore di un terzo degli iscritti).
| Partito                            | Partito                            | Candidato                          | Primo turno 9 dicembre 1849 | Primo turno 9 dicembre 1849 | Ballottaggio 11 dicembre 1849 | Ballottaggio 11 dicembre 1849 |
| Partito                            | Partito                            | Candidato                          | Voti                        | %                           | Voti                          | %                             |
| ---------------------------------- | ---------------------------------- | ---------------------------------- | --------------------------- | --------------------------- | ----------------------------- | ----------------------------- |
|                                    | —                                  | Gaspare Benso                      | 124                         | 52,77                       | 217                           | 61,13                         |
|                                    | —                                  | Giovanni Maria Bertini             | 111                         | 47,23                       | 138                           | 38,87                         |
|                                    |                                    |                                    |                             |                             |                               |                               |
| Iscritti                           | Iscritti                           | Iscritti                           | 618                         | 100,00                      | 618                           | 100,00                        |
| ↳ Votanti (% su iscritti)          | ↳ Votanti (% su iscritti)          | ↳ Votanti (% su iscritti)          | 400                         | 64,72                       | 361                           | 58,41                         |
| ↳ Voti validi (% su votanti)       | ↳ Voti validi (% su votanti)       | ↳ Voti validi (% su votanti)       | 235                         | 58,75                       | 355                           | 98,34                         |
| ↳ Schede non valide (% su votanti) | ↳ Schede non valide (% su votanti) | ↳ Schede non valide (% su votanti) | 165                         | 41,25                       | 6                             | 1,66                          |
| ↳ Astenuti (% su iscritti)         | ↳ Astenuti (% su iscritti)         | ↳ Astenuti (% su iscritti)         | 218                         | 35,28                       | 257                           | 41,59                         |

### V legislatura
Le votazioni si svolsero in 204 collegi uninominali a doppio turno con la normativa del 1848 (al primo turno un numero di voti maggiore di un terzo degli iscritti).
| Partito                            | Partito                            | Candidato                          | Primo turno 8 dicembre 1853 | Primo turno 8 dicembre 1853 | Ballottaggio 11 dicembre 1853 | Ballottaggio 11 dicembre 1853 |
| Partito                            | Partito                            | Candidato                          | Voti                        | %                           | Voti                          | %                             |
| ---------------------------------- | ---------------------------------- | ---------------------------------- | --------------------------- | --------------------------- | ----------------------------- | ----------------------------- |
|                                    | —                                  | Gaspare Benso                      | 177                         | 59,60                       | 278                           | 67,31                         |
|                                    | —                                  | Ignazio Costa della Torre          | 120                         | 40,40                       | 135                           | 32,69                         |
|                                    |                                    |                                    |                             |                             |                               |                               |
| Iscritti                           | Iscritti                           | Iscritti                           | 637                         | 100,00                      | 637                           | 100,00                        |
| ↳ Votanti (% su iscritti)          | ↳ Votanti (% su iscritti)          | ↳ Votanti (% su iscritti)          | 376                         | 59,03                       | 421                           | 66,09                         |
| ↳ Voti validi (% su votanti)       | ↳ Voti validi (% su votanti)       | ↳ Voti validi (% su votanti)       | 297                         | 78,99                       | 413                           | 98,10                         |
| ↳ Schede non valide (% su votanti) | ↳ Schede non valide (% su votanti) | ↳ Schede non valide (% su votanti) | 79                          | 21,01                       | 8                             | 1,90                          |
| ↳ Astenuti (% su iscritti)         | ↳ Astenuti (% su iscritti)         | ↳ Astenuti (% su iscritti)         | 261                         | 40,97                       | 216                           | 33,91                         |

L'onorevole Benso fu nominato senatore il 26 novembre 1854 e decadde dalla carica di deputato
| Partito                            | Partito                            | Candidato                          | Primo turno 14 gennaio 1855 | Primo turno 14 gennaio 1855 | Ballottaggio 17 gennaio 1855 | Ballottaggio 17 gennaio 1855 |
| Partito                            | Partito                            | Candidato                          | Voti                        | %                           | Voti                         | %                            |
| ---------------------------------- | ---------------------------------- | ---------------------------------- | --------------------------- | --------------------------- | ---------------------------- | ---------------------------- |
|                                    | —                                  | Domenico Amaretti                  | 85                          | 24,93                       | 218                          | 59,73                        |
|                                    | —                                  | Giovanni Sola                      | 84                          | 24,63                       | 147                          | 40,27                        |
|                                    | —                                  | Ignazio Costa della Torre          | 96                          | 28,15                       |                              |                              |
|                                    | —                                  | N. Cuniberti                       | 76                          | 22,29                       |                              |                              |
|                                    |                                    |                                    |                             |                             |                              |                              |
| Iscritti                           | Iscritti                           | Iscritti                           | 689                         | 100,00                      | 689                          | 100,00                       |
| ↳ Votanti (% su iscritti)          | ↳ Votanti (% su iscritti)          | ↳ Votanti (% su iscritti)          | 370                         | 53,70                       | 374                          | 54,28                        |
| ↳ Voti validi (% su votanti)       | ↳ Voti validi (% su votanti)       | ↳ Voti validi (% su votanti)       | 341                         | 92,16                       | 365                          | 97,59                        |
| ↳ Schede non valide (% su votanti) | ↳ Schede non valide (% su votanti) | ↳ Schede non valide (% su votanti) | 29                          | 7,84                        | 9                            | 2,41                         |
| ↳ Astenuti (% su iscritti)         | ↳ Astenuti (% su iscritti)         | ↳ Astenuti (% su iscritti)         | 319                         | 46,30                       | 315                          | 45,72                        |

L'elezione fu annullata il 1º febbraio 1855 perché la Camera ritenne valide le schede che contenevano solo l'indicazione di conte Costa della Torre, che di avrebbe dovuto partecipare al ballottaggio invece dell'avvocato Sola.
| Partito                            | Partito                            | Candidato                          | Primo turno 25 febbraio 1855 | Primo turno 25 febbraio 1855 | Ballottaggio 28 febbraio 1855 | Ballottaggio 28 febbraio 1855 |
| Partito                            | Partito                            | Candidato                          | Voti                         | %                            | Voti                          | %                             |
| ---------------------------------- | ---------------------------------- | ---------------------------------- | ---------------------------- | ---------------------------- | ----------------------------- | ----------------------------- |
|                                    | —                                  | Ignazio Costa della Torre          | 121                          | 50,84                        | 238                           | 61,98                         |
|                                    | —                                  | Ignazio Di Pettinengo              | 117                          | 49,16                        | 146                           | 38,02                         |
|                                    |                                    |                                    |                              |                              |                               |                               |
| Iscritti                           | Iscritti                           | Iscritti                           | 690                          | 100,00                       | 690                           | 100,00                        |
| ↳ Votanti (% su iscritti)          | ↳ Votanti (% su iscritti)          | ↳ Votanti (% su iscritti)          | 388                          | 56,23                        | 388                           | 56,23                         |
| ↳ Voti validi (% su votanti)       | ↳ Voti validi (% su votanti)       | ↳ Voti validi (% su votanti)       | 238                          | 61,34                        | 384                           | 98,97                         |
| ↳ Schede non valide (% su votanti) | ↳ Schede non valide (% su votanti) | ↳ Schede non valide (% su votanti) | 150                          | 38,66                        | 4                             | 1,03                          |
| ↳ Astenuti (% su iscritti)         | ↳ Astenuti (% su iscritti)         | ↳ Astenuti (% su iscritti)         | 302                          | 43,77                        | 302                           | 43,77                         |

### VI legislatura
Le votazioni si svolsero in 204 collegi uninominali a doppio turno dopo la modifica dei collegi della Sardegna nel 1856; venne applicata la normativa del 1848 (al primo turno un numero di voti maggiore di un terzo degli iscritti).
| Partito                            | Partito                            | Candidato                          | Primo turno 15 novembre 1857 | Primo turno 15 novembre 1857 | Ballottaggio 18 novembre 1857 | Ballottaggio 18 novembre 1857 |
| Partito                            | Partito                            | Candidato                          | Voti                         | %                            | Voti                          | %                             |
| ---------------------------------- | ---------------------------------- | ---------------------------------- | ---------------------------- | ---------------------------- | ----------------------------- | ----------------------------- |
|                                    | —                                  | Ignazio Costa della Torre          | 240                          | 48,29                        | 298                           | 57,20                         |
|                                    | —                                  | Domenico Berti                     | 139                          | 27,97                        | 223                           | 42,80                         |
|                                    | —                                  | Domenico Amaretti                  | 63                           | 12,68                        |                               |                               |
|                                    | —                                  | Giovanni Sola                      | 55                           | 11,07                        |                               |                               |
|                                    |                                    |                                    |                              |                              |                               |                               |
| Iscritti                           | Iscritti                           | Iscritti                           | 704                          | 100,00                       | 704                           | 100,00                        |
| ↳ Votanti (% su iscritti)          | ↳ Votanti (% su iscritti)          | ↳ Votanti (% su iscritti)          | 517                          | 73,44                        | 525                           | 74,57                         |
| ↳ Voti validi (% su votanti)       | ↳ Voti validi (% su votanti)       | ↳ Voti validi (% su votanti)       | 497                          | 96,13                        | 521                           | 99,24                         |
| ↳ Schede non valide (% su votanti) | ↳ Schede non valide (% su votanti) | ↳ Schede non valide (% su votanti) | 20                           | 3,87                         | 4                             | 0,76                          |
| ↳ Astenuti (% su iscritti)         | ↳ Astenuti (% su iscritti)         | ↳ Astenuti (% su iscritti)         | 187                          | 26,56                        | 179                           | 25,43                         |

L'elezione fu annullata l'8 gennaio 1858 perché erano stati ammessi a votare molti elettori che avevano scritta la scheda fuori della sala elettorale. 
| Partito                            | Partito                            | Candidato                          | Risultati 3 febbraio 1858 | Risultati 3 febbraio 1858 |
| Partito                            | Partito                            | Candidato                          | Voti                      | %                         |
| ---------------------------------- | ---------------------------------- | ---------------------------------- | ------------------------- | ------------------------- |
|                                    | —                                  | Sebastiano Tecchio                 | 253                       | 53,38                     |
|                                    | —                                  | Ignazio Costa della Torre          | 221                       | 46,62                     |
|                                    |                                    |                                    |                           |                           |
| Iscritti                           | Iscritti                           | Iscritti                           | 701                       | 100,00                    |
| ↳ Votanti (% su iscritti)          | ↳ Votanti (% su iscritti)          | ↳ Votanti (% su iscritti)          | 516                       | 73,61                     |
| ↳ Voti validi (% su votanti)       | ↳ Voti validi (% su votanti)       | ↳ Voti validi (% su votanti)       | 474                       | 91,86                     |
| ↳ Schede non valide (% su votanti) | ↳ Schede non valide (% su votanti) | ↳ Schede non valide (% su votanti) | 42                        | 8,14                      |
| ↳ Astenuti (% su iscritti)         | ↳ Astenuti (% su iscritti)         | ↳ Astenuti (% su iscritti)         | 185                       | 26,39                     |

### VII legislatura
Le votazioni si svolsero in 387 collegi uninominali a doppio turno. Come previsto dalla legge elettorale del 20 novembre 1859, era eletto al primo turno il candidato che «riunisce in suo favore più del terzo dei voti del total numero dei membri componenti il collegio e più della metà dei suffragi dati dai votanti presenti all'adunanza» (art. 91). Se nessun candidato era eletto, al ballottaggio tra i due candidati con più voti era eletto chi otteneva il maggior numero di voti (art. 92) o, in caso di ugual numero di voti, il maggiore d'età (art. 93).
| Partito                            | Partito                            | Candidato                          | Risultati 25 marzo 1860 | Risultati 25 marzo 1860 |
| Partito                            | Partito                            | Candidato                          | Voti                    | %                       |
| ---------------------------------- | ---------------------------------- | ---------------------------------- | ----------------------- | ----------------------- |
|                                    | —                                  | Sebastiano Tecchio                 | 364                     | 71,94                   |
|                                    | —                                  | Antonio Ranieri                    | 142                     | 28,06                   |
|                                    |                                    |                                    |                         |                         |
| Iscritti                           | Iscritti                           | Iscritti                           | 879                     | 100,00                  |
| ↳ Votanti (% su iscritti)          | ↳ Votanti (% su iscritti)          | ↳ Votanti (% su iscritti)          | 524                     | 59,61                   |
| ↳ Voti validi (% su votanti)       | ↳ Voti validi (% su votanti)       | ↳ Voti validi (% su votanti)       | 506                     | 96,56                   |
| ↳ Schede non valide (% su votanti) | ↳ Schede non valide (% su votanti) | ↳ Schede non valide (% su votanti) | 18                      | 3,44                    |
| ↳ Astenuti (% su iscritti)         | ↳ Astenuti (% su iscritti)         | ↳ Astenuti (% su iscritti)         | 355                     | 40,39                   |